# L’amour est bleu
A L'amour est bleu (magyarul: Kék a szerelem) című dal volt az 1967-es Eurovíziós Dalfesztiválon Luxemburgot képviselő dal, melyet a görög Vicky Leandros adott elő francia nyelven.
A dalt nemzeti döntő nélkül választották ki, Leandrost a luxemburgi tévé kérte fel a feladatra.
Az április 8-án rendezett döntőben a fellépési sorrendben másodikként adták elő, a holland Therese Steinmetz Ring-Dinge-Ding című dala után, és az osztrák Peter Horten Warum Es Hunderttausend Sterne Gibt című dala előtt. A szavazás során tizenhét pontot szerzett, mely a negyedik helyet érte a tizenhét fős mezőnyben. A negyedik hely ellenére világsláger vált a dalból, és ma is a dalfesztivál történetének egyik legismertebb dala.
Paul Mauriat feldolgozta a dalt, mely 1968-ban öt héten át vezette az amerikai Billboard Hot 100 listát. Később olyan művészek dolgozták fel a dalt, mint Jeff Beck, Frank Sinatra, a Scooter, és Szabó Gábor.
A következő luxemburgi induló Chris Baldo és Sophie Garel Nous vivrons d'amour című dala volt az 1968-as Eurovíziós Dalfesztiválon.

## Kapott pontok
| NED                                          | LUX | AUT | FRA | POR | SUI | SWE | FIN | GER | BEL | GBR | ESP | NOR | MON | YUG | ITA | IRE |   |
| Kapott pontok                                | 4   |     | 0   | 0   | 0   | 0   | 0   | 2   | 0   | 1   | 2   | 1   | 0   | 1   | 1   | 3   | 2 |
| A tábla a fellépés sorrendjében van rendezve |     |     |     |     |     |     |     |     |     |     |     |     |     |     |     |     |   |

## Slágerlistás helyezések
| Slágerlisták (1967) | Lh.* |
| ------------------- | ---- |
| Ausztria            | 18   |
| Belgium Vallónia    | 45   |
| Németország         | 27   |

*Lh. = Legjobb helyezés.